# Margaret Busby

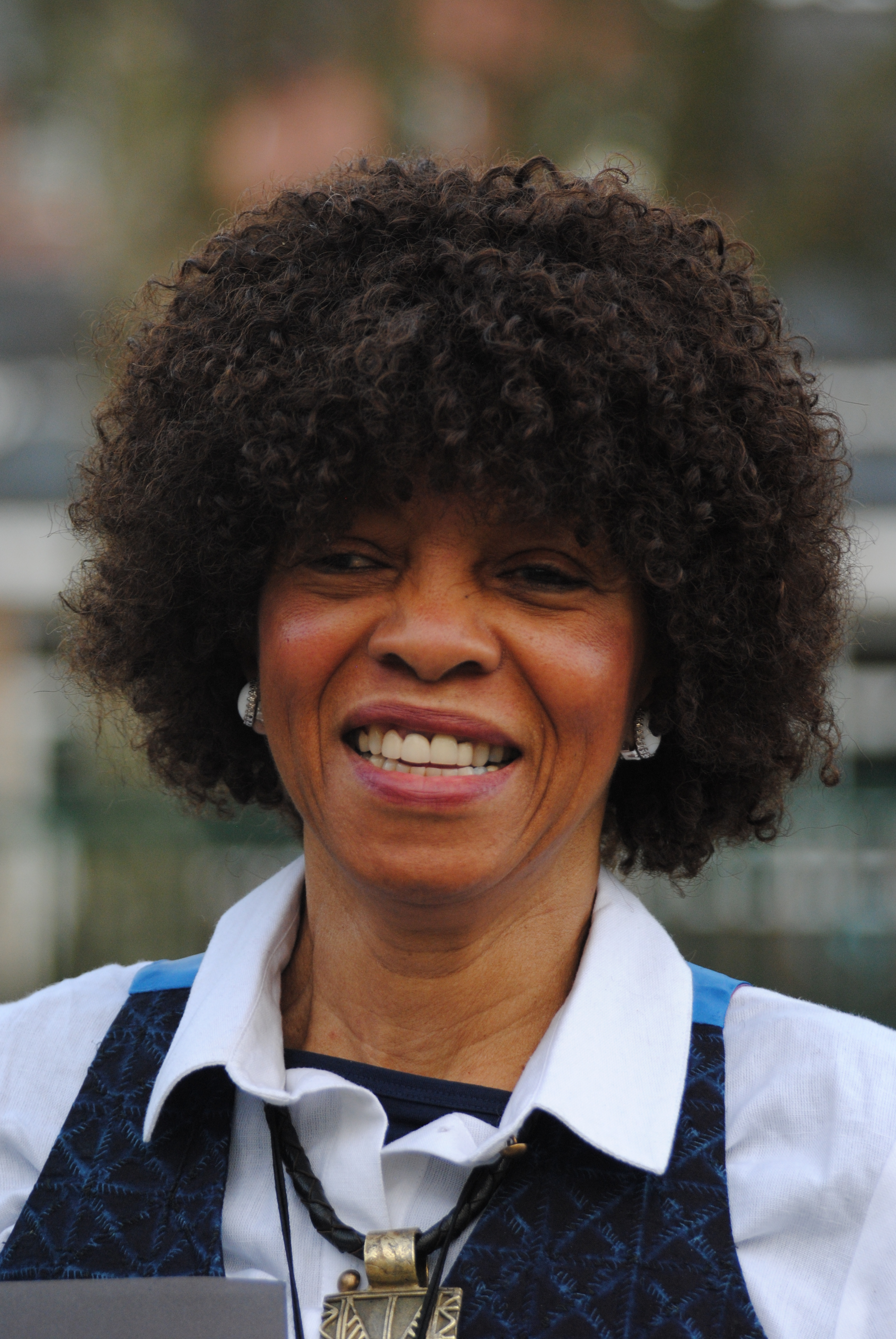
Busby, 2019

Margaret Busby, Nana Akua Ackon (Acra, 11 de octubre de 1944) es una escritora ghanesa residente en el Reino Unido. Es también locotora de radio y televisión, y estableció con Clive Allison en 1967 la editorial Allison & Busby (A & B) .

## Biografía
Nació en Acra en 1944, por aquel entonces Costa del Oro. Es la pequeña de cuatro hermanos. Tanto su madre, Sarah Busby (née Christian) como su padre, el Dr George Busby, provenían del Caribe (Trinidad y Tobago/Barbados/Dominica).
Estudió en el Bedford College, de dentro de la Universidad de Londres de 1962 a 1965, donde fue redactora de una revista literaria, y conoció al músico Lionel Grigson (1942-1994), con quien se casó; y a Clive Allison, con el que fundaría su editorial.
Como locutora, ha trabjado para BBC radio y BBC televisión; y como periodista, ha publicado en 'The Guardian,  The Observer, The Independent, The Sunday Times o el New Statesman.

## Obras
- Hijas de África, 1992
- Nuevas hijas de África, 2019

### Teatro
- Sankofa (1999)
- Yaa Asantewaa – Warrior Queen  (2001)
- An African Cargo  (2007)